# Fernando Isern
Fernando Isern (ur. 22 września 1958 w Hawanie na Kubie) – amerykański duchowny katolicki pochodzenia kubańskiego, biskup Pueblo w latach 2009-2013.

## Życiorys
Jego rodzina przeniosła się z Kuby początkowo do Wenezueli, by ostatecznie w 1967 osiąść w USA w Miami. W roku 1982 zdobył dyplom z administracji na Międzynarodowym Uniwersytecie w Miami. Ukończył seminarium duchowne w Boynton Beach i dnia 16 kwietnia 1993 otrzymał święcenia kapłańskie. Pracę duszpasterską dzielił z funkcją wykładowcy w swym rodzimym seminarium. W latach 2003–2009 proboszcz parafii NMP z Lourdes w Miami. Od 2008 do 2009 był również dyrektorem High School im. abpa Colemana Carrolla.
15 października 2009 otrzymał nominację na ordynariusza diecezji Pueblo w południowej części Kolorado. Sakry udzielił mu ówczesny metropolita Denver Charles Chaput OFMCap.
13 czerwca 2013 papież Franciszek przyjął jego rezygnację z rządów w diecezji z powodów zdrowotnych.